# KNHB beker vrouwen 1993/94
De 1ste editie van de KNHB beker 1993/94 kende Groningen als winnaar. In de finale die gespeeld werd in het Wagener-stadion versloegen de vrouwen de dames van Victoria uit Rotterdam met 1-0. 
Door een boycot van de clubs uit de Hoofdklasse deden er in dit bekertoernooi alleen vrouwenteams uit de Overgangsklasse mee. Zodoende plaatste zich een club uit de Overgangsklasse (Groningen in dit geval) voor het Europacup II-toernooi in 1995.

## Poule indeling
| Poule A - Alecto - HIC - Hurley - Klein Zwitserland - Pinoké - Qui Vive | Poule B - Breda - EMHC - Rosmalen - SCHC - Tilburg - Victoria | Poule C - Maastricht - Nijmegen - SON - Union - Upward - Venlo | Poule D - Deventer - Ede - EHV - Gooische - Groningen - Schaerweijde |

### Poulewinnaars
- (A) HIC
- (B) Victoria
- (C) Union
- (D) Groningen

## Halve finales
Officiële speeldatum: 15 mei 1994.  
| Thuis     | Uitslag | Uit      | Bijzonderheden                |
| --------- | ------- | -------- | ----------------------------- |
| HIC       | 0-2     | Victoria |                               |
| Groningen | 0-0     | Union    | Groningen wint na strafballen |

## Finale
28 mei 1994, Amsterdam.
| Thuis    | Uitslag | Uit       | Bijzonderheden |
| -------- | ------- | --------- | -------------- |
| Victoria | 0-1     | Groningen |                |